# 거울 살인 사건
거울 살인 사건(The Mirror Crack'd)은 영국에서 제작된 가이 해밀톤 감독의 1980년 범죄, 미스터리, 스릴러 영화이다. 안젤라 랜즈베리 등이 주연으로 출연하였고 존 브라번 등이 제작에 참여하였다.

## 출연

### 주연
- 안젤라 랜즈베리
- 제랄딘 채플린
- 토니 커티스
- 에드워드 폭스
- 록 허드슨
- 킴 노박
- 엘리자베스 테일러

### 조연
- 웬디 모건

## 제작진
- 원작자: 아가사 크리스티
- 미술: 마이클 스트링거
- 의상: 필리스 달톤